# DR-Baureihe T 18.10
| DR-Baureihe T 18.10          | DR-Baureihe T 18.10              | DR-Baureihe T 18.10 |
| ---------------------------- | -------------------------------- | ------------------- |
| T 18 1002                    |                                  |                     |
|                              |                                  |                     |
| Nummerierung:                | T 18 1001                        | T 18 1002           |
| Anzahl:                      | 1                                | 1                   |
| Hersteller:                  | Krupp                            | Maffei              |
| Baujahr(e):                  | 1924                             | 1926                |
| Ausmusterung:                | 1940                             | 1943                |
| Bauart:                      | 2’C1’ h                          | 2’C1’ h             |
| Spurweite:                   | 1435 mm                          | 1435 mm             |
| Dienstmasse:                 | 112,4 t                          | 104,0 t             |
| Reibungsmasse:               | 60,5 t                           | 60,0 t              |
| Radsatzfahrmasse:            | 20,2 t                           |                     |
| Höchstgeschwindigkeit:       | 110 km/h                         | 110 km/h            |
| Indizierte Leistung:         | 1471 kW 2059 kW (mit Zusatzdüse) | 1471 kW             |
| Treibraddurchmesser:         | 1650 mm                          | 1750 mm             |
| Laufraddurchmesser (vorn):   | 1000 mm                          | 850 mm              |
| Laufraddurchmesser (hinten): | 1250 mm                          | 1206 mm             |
| Kesselüberdruck:             | 15 bar                           | 22 bar              |
| Rostfläche:                  | 3,10 m²                          | 3,50 m²             |
| Überhitzerfläche:            | 66,00 m²                         | 51,00 m²            |
| Verdampfungsheizfläche:      | 155,00 m²                        | 159,70 m²           |
| Tender:                      | 2’2’ T19,5                       | 2’2’ T24            |
| Wasservorrat:                | 19,5 m³                          | 24,0 m³             |
| Nenndrehzahl:                | 6800 min−1                       | 8800 min−1          |
| Zugheizung:                  | Dampf                            | Dampf               |

Die Lokomotiven der Baureihe T 18.10 waren dampfturbinengetriebene Schnellzuglokomotiven der Deutschen Reichsbahn der Achsfolge 2’C1’. Zwischen 1923 und 1926 wurden die beiden Lokomotiven der Baureihe T 18.10 gebaut, um die Anwendbarkeit einer vollständigen Dampfexpansion in Turbinen im Lokomotivbau zu prüfen. Dabei wurde eine Verbesserung des Wirkungsgrades erwartet sowie ein sicheres und stoßfreies Anfahren und eine Schonung des Oberbaus, da die nicht auszugleichenden hin- und hergehenden Massen entfielen. Wegen der damit möglichen höheren Triebwerksdrehzahlen konnte der Kuppelraddurchmesser deutlich kleiner als bei Schnellzuglokomotiven mit Kolbentriebwerk ausfallen. Die beiden Maschinen unterschieden sich als Versuchslokomotiven deutlich voneinander und bildeten keine Baureihe im engeren Sinn.

## T 18 1001
Die T 18 1001 entstand 1924 bei Krupp und besaß eine über dem vorderen Drehgestell eingebaute quer zur Fahrtrichtung liegende sechsstufige Dampfturbine der Bauart Krupp-Zoelly. Die Kraft wurde über ein Zahnradgetriebe und eine Blindwelle auf die Kuppelräder übertragen. Für die Rückwärtsfahrt hatte die Lokomotive eine zweite, kleinere, dreistufige Turbine. Tatsächlich stellte sich bei Versuchsfahrten eine große Ersparnis gegenüber konventionellen Lokomotiven heraus. 
Nach den Probefahrten wurde die Lokomotive umgebaut: Die Turbine für Rückwärtsfahrt wurde entfernt und durch eine auf ein Wendegetriebe arbeitende Anfahr- und Rangierturbine ersetzt.
Das Fahrzeug war bis 1940 im Einsatz und fiel im Zweiten Weltkrieg zwei Bombentreffern zum Opfer. Es war im Betriebswerk Hamm beheimatet.
Die Lokomotive war mit einem Kondenstender der Bauart 2’2’ T19,5 gekuppelt.

## T 18 1002
Die T 18 1002 wurde 1926 von Maffei vollständig neu konstruiert und gebaut. Die Kondensatoren wurden beidseitig längs unter den Umläufen angebracht und es wurde eine Ljungströmturbine eingesetzt. Vorwärts- und Rückwärtsturbine hatten ein gemeinsames Gehäuse und trieben über ein Doppelvorgelege die Blindwelle an. Im Gegensatz zur T 18 1001 erzielte sie keine nennenswerte Ersparnis im Brennstoffverbrauch. Von 1926 bis 1943 war sie im Bw München Hbf beheimatet. Sie wurde bis 1943 sporadisch als Schnellzuglok eingesetzt und, nachdem sie Bombenschäden davongetragen hatte, ausgemustert. Der Kessel der Lokomotive wurde auf den Rahmen einer Lokomotive der Baureihe 52 gesetzt und diente bis 1964 in den Ausbesserungswerken Ingolstadt und München als Prüfanlage für Kesselsicherheitsventile.
Die Lokomotive war mit einem Kondenstender der Bauart 2’2’ T24 gekuppelt.